# Poa umbrosa
Poa umbrosa là một loài cỏ trong họ hòa thảo, thuộc chi poa.